# Airat Bakare
Airat Bakare (* 20. Mai 1967) ist eine ehemalige nigerianische Sprinterin, die sich auf den 400-Meter-Lauf spezialisiert hat. 1988 wurde sie über diese Distanz in Annaba Afrikameisterin sowie 1985, 1989 und 1992 mit der nigerianischen 4-mal-400-Meter-Staffel.

## Sportliche Laufbahn
Erste internationale Erfahrungen sammelte Airat Bakare vermutlich im Jahr 1985, als sie bei den Afrikameisterschaften in Kairo mit der nigerianischen 4-mal-400-Meter-Staffel in 3:36,13 min gemeinsam mit Maria Usifo, Kehinde Vaughan und Sadia Showunmi die Goldmedaille gewann. Anschließend belegte sie bei der Sommer-Universiade in Kōbe in 3:34,41 min den vierten Platz im Staffelbewerb und im Oktober wurde sie beim IAAF World Cup in Canberra in 3:36,86 min Siebte. 1987 schied sie bei den Hallenweltmeisterschaften in Indianapolis mit 54,12 s im Halbfinale über 400 Meter aus und im Juli gewann sie mit der Staffel in 3:33,37 min die Bronzemedaille bei den Studentenweltspielen in Zagreb hinter den Teams aus den Vereinigten Staaten und der Sowjetunion. Anschließend siegte sie bei den Afrikaspielen in Nairobi in 3:27,08 min gemeinsam mit Maria Usifo, Falilat Ogunkoya und Mary Onyali. Im Jahr darauf siegte sie bei den Afrikameisterschaften in Annaba in 52,15 s über 400 Meter. Anschließend schied sie bei den Olympischen Sommerspielen in Seoul mit 52,86 s im Viertelfinale über 400 Meter aus und verpasste im Staffelbewerb mit 3:30,21 min den Finaleinzug. 1989 gewann sie bei den Afrikameisterschaften in Lagos in 52,38 s die Bronzemedaille über 400 Meter hinter ihren Landsfrauen Falilat Ogunkoya und Fatima Yusuf und siegte mit der Staffel in 3:33,12 min. Im September belegte sie beim World Cup in Barcelona in 3:29,76 min den fünften Platz im Staffelbewerb. 1991 gelangte sie bei den Weltmeisterschaften in Tokio mit 3:24,45 min im Finale ebenfalls auf Rang fünf. Anschließend gewann sie bei den Afrikaspielen in Kairo in 52,98 s die Bronzemedaille über 400 Meter hinter ihren Landsfrauen Fatima Yusuf und Charity Opara und siegte im Staffelbewerb in 3:31,05 min. Im Jahr darauf siegte sie bei den Afrikameisterschaften in Belle Vue Maurel in 3:33,13 min gemeinsam mit Omolade Akinremi, Omotayo Akinremi und Taiye Akinremi und beendete daraufhin ihre aktive sportliche Karriere.

## Persönliche Bestleistungen
- 400 Meter: 51,83 s, 1986